# Moruzzo
Moruzzo (in friulano Murùs) è un comune italiano di 2 417 abitanti del Friuli-Venezia Giulia.

## Geografia fisica
Moruzzo sorge sull'altura maggiore della cerchia collinare, prospiciente la pianura.
Dalla piazza principale del paese, dove un tempo sorgeva un tiglio secolare, si gode un panorama particolarmente ampio. Verso nord si trovano il Castello di Rive d'Arcano e le colline su cui sono posti Colloredo di Monte Albano, San Daniele e Tricesimo. Verso ovest ci si apre davanti il paesaggio caratterizzato dai Castelli di Fagagna e Villalta, mentre a sud, oltre ad una veduta di insieme di Udine e dell'area urbana udinese, si sviluppa la pianura fittamente coltivata ed urbanizzata fino alla laguna, che si può ammirare nelle giornate serene.

### Clima
All'interno del territorio comunale è ubicata la stazione meteorologica di Moruzzo, che offre informazioni rilevanti il clima della zona.

## Origini del nome
Moruzzo deriva dal latino mūrus, ‘muro’, con il suffisso diminutivo -ūcius, quindi ‘muretto’, ma potrebbe anche essere il plurale friulano di morùt, ‘muretti’.

## Storia
Moruzzo ha origini antichissime, come dimostra la necropoli di epoca celtica rinvenuta nel 1897. Nel territorio potrebbe essere sorto un castrum romano. Sembra, infatti, che il confine territoriale dell'agro aquileiese passasse per Rive d'Arcano e Moruzzo, per poi toccare Tavagnacco.
Il primo documento che riguarda il territorio si riferisce a tre fratelli di stirpe longobarda che donarono ai monasteri di Salt di Povoletto e Sesto al Reghena le loro proprietà, tra le quali spiccava la Vigna di Grobanges, identificata nell'attuale località di Santa Margherita del Gruagno. Nel Diploma di Ottone II del 983 viene confermato, al patriarca di Aquileia Rodoaldo, il possesso dei castelli di Buja, Fagagna, Udine, Brazzacco e Gruagno.
Nel 1161, in un documento, compare, per la prima volta, il nome del paese di Moruzzo. Nel 1511, durante la rivolta denominata del Crudele giovedì grasso (in friulano Crudel Joibe Grasse), il Castello di Moruzzo fu saccheggiato e depredato come quelli di molti altri paesi friulani.

### Simboli
Lo stemma e il gonfalone sono stati concessi con regio decreto del 14 gennaio 1929.
Il gonfalone è un drappo rettangolare di stoffa bianca.

## Monumenti e luoghi d'interesse
La Torre Sant'Andrea, nonché l'omonima chiesetta e l'ex casa parrocchiale, sono tutto ciò che resta del Castello Inferiore di Brazzacco, incendiato nel 1309 e nel 1511.
Il Castello di Brazzacco di Sopra è invece, fortunatamente, meglio conservato: i muri di grosse pietre squadrate e gli interni ci permettono di riconoscere in questo mastio un tipico esempio di edificio feudale tre-quattrocentesco. Bisogna aspettare il '600 e il '700 per trovare nell'architettura signorile e negli arredi sacri le espressioni di una vita più raffinata ed opulenta rispetto al passato.
A Moruzzo sorge anche la chiesa parrocchiale dedicata a san Tommaso.

Sparse nelle campagne o in cima ai colli, sorgono poi numerose chiesette votive come quella di Santa Eurosia, del 1400, quella dedicata a san Michele arcangelo, che sorge sull'omonimo colle e quella della SS. Trinità, risalente al 1600 e fatta edificare da Giovanni Manin, canonico del Capitolo patriarcale, come cappella gentilizia dell'attigua residenza di famiglia.

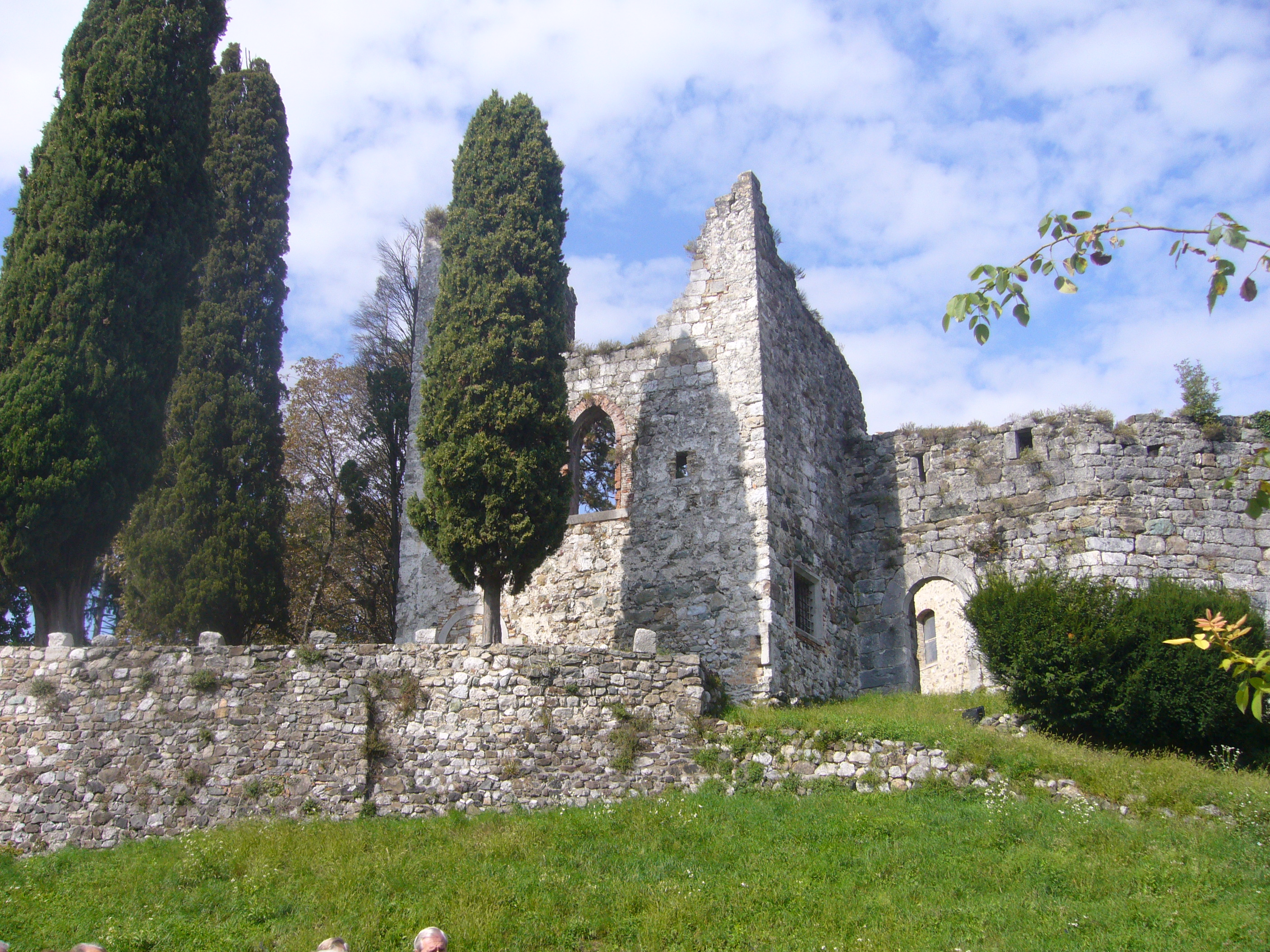
Castello di Brazzacco.

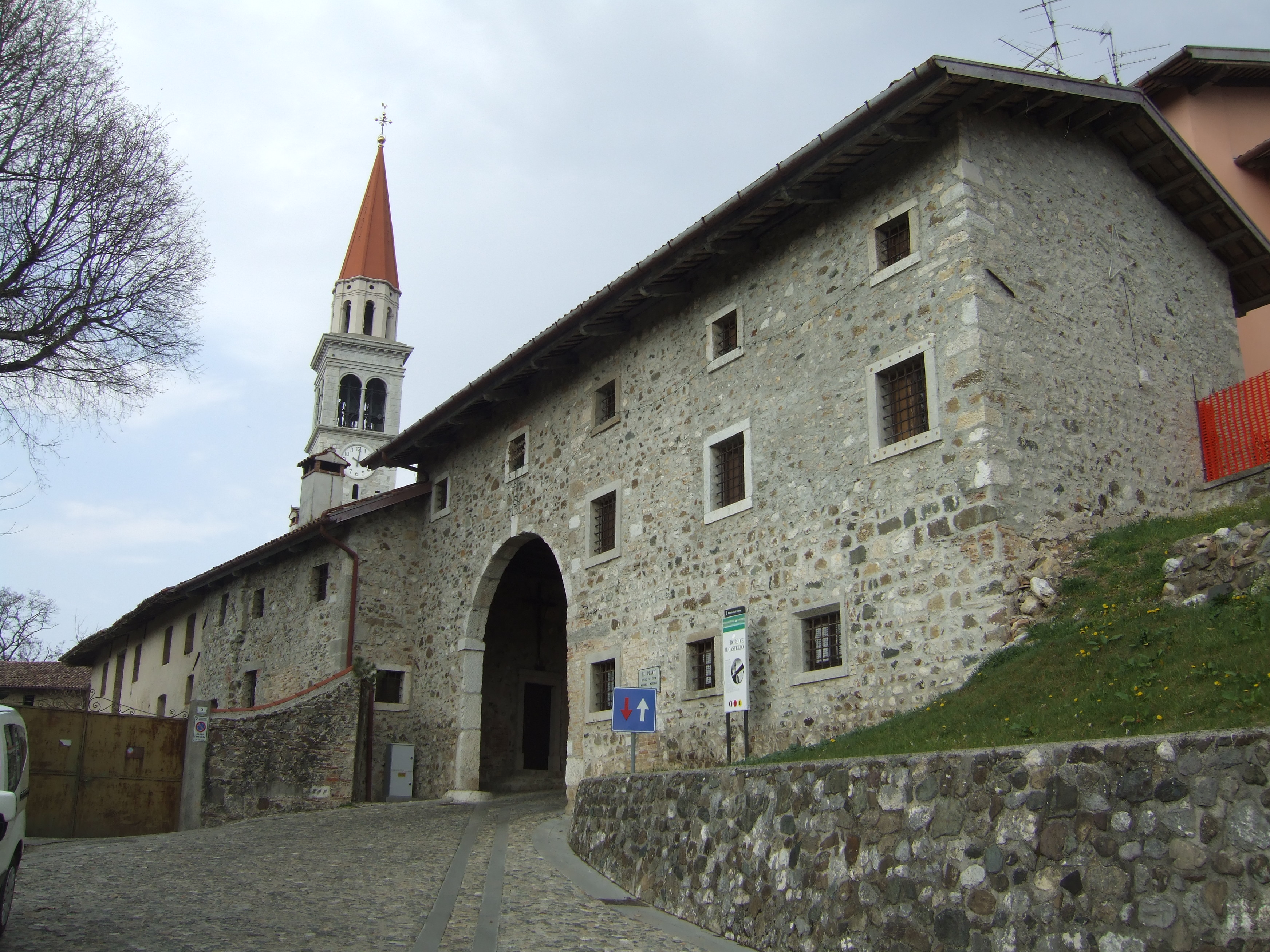
Ingresso al borgo fortificato Santa Margherita del Gruagno.

## Società
Negli ultimi decenni nel territorio di Moruzzo hanno costruito numerose ville cittadini benestanti udinesi trasformando parte del territorio in una sorta di zona residenziale signorile del capoluogo friulano, ciò ha determinato che nelle statistiche il comune di Moruzzo risulti quello con i contribuenti più ricchi della provincia.

### Evoluzione demografica
Abitanti censiti

### Lingue e dialetti
A Moruzzo, accanto alla lingua italiana, la popolazione utilizza la lingua friulana. Ai sensi della deliberazione n. 2680 del 3 agosto 2001 della Giunta della Regione autonoma Friuli-Venezia Giulia, il Comune è inserito nell'ambito territoriale di tutela della lingua friulana ai fini della applicazione della legge 482/99, della legge regionale 15/96 e della legge regionale 29/2007.
La lingua friulana che si parla a Moruzzo rientra fra le varianti appartenenti al friulano centro-orientale.

## Geografia antropica

### Frazioni
Il paese è diviso in un cospicuo numero di frazioni, talvolta anche piuttosto lontane dal nucleo del paese.
Tra quelle più vicine si possono annotare:
- Borgo Muriacco, che sorge appena sotto al castello paesano,
- Borgo Pegoraro, situato in prossimità del biotipo della Torbiera di Moruzzo, il cui contesto boschivo è particolarmente evocativo durante la stagione autunnale.
- Borgo Tampognacco, situato al di sotto del colle della pieve e sviluppato in lunghezza, protraendosi lungo la strada che porta a Villalta.

Tra le frazioni più isolate invece, si possono annoverare:
- I Borghi di Monti, Calcina e Carbonaria, che anch'essi alle pendici del colle della pieve, ma si protraggono verso il vicino paese di Fagagna.
- Il Borgo di Modotto, che sorge isolato in uno splendido contesto rurale, particolarmente apprezzabile nella stagione estiva, quanto l'abitato è contornato da campi di grano dorato e mais.

Interessante è la villa signorile che sorge al principio del Borgo, la cui sobria eleganza accresce ulteriormente il contesto agreste della frazione.

## Amministrazione
| Periodo | Periodo   | Primo cittadino   | Partito      | Carica  | Note |
| ------- | --------- | ----------------- | ------------ | ------- | ---- |
| 1995    | 2004      | Luciano Aita      | Lista civica | Sindaco |      |
| 2004    | 2009      | Carletto Dreosso  | Lista civica | Sindaco |      |
| 2009    | 2014      | Roberto Pirrò     | Lista civica | Sindaco |      |
| 2014    | 2019      | Albina Montagnese | Lista civica | Sindaco |      |
| 2019    | In carica | Roberto Pirrò     | Lista civica | Sindaco |      |